# چال سوز
چال سوز (سلسله)، روستایی از توابع بخش فیروزآباد شهرستان سلسله در استان لرستان ایران است. زبان مردم این روستا لکی است.

## جمعیت
این روستا در دهستان قلائی قرار دارد و بر اساس سرشماری مرکز آمار ایران در سال ۱۳۹۵، جمعیت آن ۴۳ نفر بوده که ۲۴ نفر مرد و ۱۹ نفر زن بوده اند. این در حالی است که جمعیت این روستا در مقایسه با سرشماری سال ۱۳۹۵ ، ۴ نفر کاهش داشته است. روستای چال سوز دارای ۱۱ خانوار می باشد.